# Negativ energi
Med negativ energi avses ett begrepp främst inom fysikens energi men även inom esoterism och fantastik som kontrast till reguljär positiv energi. Standardmodellen inom partikelfysiken berör detta på ett tidigt skede med att framhålla att den speciella relativitetsteorins samband mellan energi E, rörelsemängd p och massa m har två lösningar.
{\displaystyle E^{2}=p^{2}c^{2}+m^{2}c^{4}}
är en andragradsekvation som också har en negativ rot. Denna lösning är den negativa energin, vilken på 1930-talet ledde Carl Anderson till att upptäcka antimateria, och förutsäga positronen. Dessa ges en riktning bakåt i tiden i Feynmandiagram.

## Negativ massa
Ekvationen ovan kan även lösas för massan m och ge en lösning med negativ massa. Den uppfattas som ett hypotetiskt begrepp, närmast förverkligat i samband med exotisk materia som en region av pseudo-negativ tryckdensitet till följd av Casimireffekten. 
I samband med tröghetsbegreppet påtalade Hermann Bondi 1957 i en tidskriftsartikel att massa mycket väl skulle kunna vara såväl negativ som positiv, utan att medföra någon logisk motsägelse.
I sammanhanget bör även nämnas den mexikanske fysikern Miguel Alcubierre, vars föreslagna drivmekanism, en Warp drive, som närmast förekommer i spekulationer om överljushastighet i maj-numret 1994 av vetenskapsmagasinet Classical and Quantum Gravity.

## Gravitationsenergi
Gravitationen mellan två kroppar resulterar i en accelererande rörelse om de är tillräckligt massiva och nära varandra. Detta ger en ökad rörelseenergi. För att inte bryta mot lagen om energins bevarande måste motsvarande andel negativ energi tillföras gravitationsfältet.